# Equilibrio energético del etanol combustible
| País           | Tipo                     | Equilibrio de energía |
| -------------- | ------------------------ | --------------------- |
| Estados Unidos | Etanol de maíz           | 1.3                   |
| Brasil         | Etanol de azúcar de caña | 8                     |
| Alemania       | Biodiésel                | 2.5                   |
| Estados Unidos | Etanol de celulosa       | †2–36                 |

† Según método de producción
Para crear etanol, toda la biomasa debe pasar por algunos de estos pasos: debe cultivarse, recolectarse, secarse, fermentarse y quemarse. Todos estos pasos requieren recursos y una infraestructura. La relación entre la energía liberada al quemar el combustible de etanol resultante y la energía utilizada en el proceso, se conoce como el balance energético del combustible de etanol (a veces denominado «ganancia de energía neta») y se estudia como parte del campo más amplio de la Economía energética. Las cifras compiladas en un artículo de National Geographic Magazine de 2007 apuntan a resultados modestos para el etanol de maíz producido en los EE. UU .: 1 unidad de entrada de energía equivale a 1.3 unidades de energía de energía de etanol de maíz. El balance de energía para el etanol de caña de azúcar producido en Brasil es mucho más favorable, de 1 a 8. A lo largo de los años, sin embargo, se han producido muchos informes con estimaciones de balance de energía contradictorias. Un estudio de 2006 de la Universidad de California en Berkeley, luego de analizar seis estudios separados, concluyó que la producción de etanol a partir del maíz usa un poco menos de petróleo que la producción de gasolina.

## Informes de balance energético
En 1995, el USDA publicó un informe que afirmaba que el balance energético neto del etanol de maíz en los Estados Unidos era un promedio de 1.24. Anteriormente se consideraba que tenía un balance neto de energía negativo. Sin embargo, debido a los aumentos en el rendimiento de los cultivos de maíz y las prácticas agrícolas más eficientes, el etanol de maíz había ganado eficiencia energética
Ken Cassman, profesor de agronomía en la Universidad de Nebraska-Lincoln, dijo en 2008 que el etanol tiene un balance neto de energía directa positivo sustancial: de 1,5 a 1,6 unidades más de energía se derivan del etanol que las que se utilizan para producirlo. En comparación con 2008 y 2003, Alan Tiemann, de Seward, miembro de la Junta de Maíz de Nebraska, dijo que las plantas de etanol producen un 15 por ciento más de etanol a partir de una fanega de maíz y utilizan aproximadamente un 20 por ciento menos de energía en el proceso. Al mismo tiempo, los productores de maíz son más eficientes, producen más maíz por acre y usan menos energía para hacerlo..
Los opositores a la producción de etanol de maíz en los EE. UU. A menudo citan el documento de 2005 de David Pimentel, un entomólogo retirado, y Tadeusz Patzek, un ingeniero geólogo de la Universidad de California en Berkeley. Ambos han sido excepcionalmente críticos con el etanol y otros biocombustibles. Sus estudios sostienen que el etanol y los biocombustibles en general son «energéticamente negativos», lo que significa que requieren más energía para producir que la que contiene el producto final.
Un artículo de 2006 en Science ofrece la opinión de consenso de que las tecnologías de etanol de maíz tenían emisiones de gases de efecto invernadero similares a las de la gasolina, pero eran mucho menos intensivas en petróleo que la gasolina. Los combustibles fósiles también requieren importantes aportes de energía que rara vez se han tenido en cuenta en el pasado.
El etanol no es el único producto creado durante la producción. Los subproductos también tienen contenido energético. El maíz es típicamente 66% de almidón y el 33% restante no se fermenta. Este componente no fermentado se llama grano de destilería, que tiene un alto contenido de grasas y proteínas, y es un buen complemento alimenticio para animales.
En 2000, el Dr. Michael Wang, del Laboratorio Nacional de Argonne, escribió que estos subproductos de etanol son el problema más polémico en la evaluación del balance energético del etanol. Escribió que Pimentel asume que el etanol de maíz reemplaza por completo a la gasolina, por lo que la cantidad de subproductos es demasiado grande para que el mercado la absorba, y se convierten en residuos. A menores cantidades de producción, Wang considera apropiado acreditar el etanol de maíz en función del requerimiento de energía de entrada del producto alimenticio o del bien que el subproducto de etanol desplaza. En 2004, un informe del USDA encontró que la contabilidad de coproductos hizo la diferencia entre los índices de energía de 1.06 y 1.67.  En 2006, la investigadora del MIT Tiffany Groode llegó a conclusiones similares sobre el tema del coproducto.
En Brasil, donde se utiliza la caña de azúcar, el rendimiento es mayor y la conversión a etanol es más eficiente en energía que el maíz. Los desarrollos recientes con la producción de etanol celulósico pueden mejorar los rendimientos aún más.
En 2006, un estudio de la Universidad de Minnesota encontró que el etanol de grano de maíz producía 1,25 unidades de energía por unidad.
Un estudio realizado en 2008 por la Universidad de Nebraska encontró un equilibrio energético de 5.4 para el etanol derivado específicamente del pasto de césped. Esta estimación es mejor que en estudios anteriores y, según los autores, en parte debido al mayor tamaño del ensayo de campo (3-9 ha) en 10 fincas.

## Variables
Según DoE, para evaluar la energía neta de etanol cuatro variables tienen que ser consideradas:
1. la cantidad de energía contenida en el producto final de etanol.
2. la cantidad de energía consumida directamente para producir el etanol (como el diesel utilizado en los tractores)
3. la calidad del etanol resultante en comparación con la calidad de la gasolina refinada.
4. la energía consumida indirectamente (para hacer la planta de procesamiento de etanol, etc.).

Gran parte de la discusión académica actual sobre el etanol actualmente gira en torno a los problemas de las fronteras del sistema. Esto se refiere a cómo se dibuja una imagen para las entradas de energía. Existe un debate sobre si incluir elementos como la energía requerida para alimentar a las personas que cuidan y procesan el maíz, para erigir y reparar cercas agrícolas, incluso la cantidad de energía que representa un tractor.
Además, no hay consenso sobre qué tipo de valor otorgar al resto del maíz (como el tallo), comúnmente conocido como el 'coproducto'. Algunos estudios lo dejan en el campo para proteger el suelo de la erosión y agregar materia orgánica, mientras que otros toman y queman el coproducto para alimentar la planta de etanol, pero no abordan la erosión del suelo resultante (lo que requeriría energía en forma de fertilizante para reemplazar). Según el estudio de etanol que lea, los retornos de energía netos varían de .7-1.5 unidades de etanol por unidad de energía de combustible fósil consumida. A modo de comparación, esa misma unidad de combustible fósil invertida en la extracción de petróleo y gas (en los 48 estados más bajos) producirá 15 unidades de gasolina, un rendimiento de un orden de magnitud mejor que las tecnologías actuales de producción de etanol, ignorando los argumentos de calidad de energía anteriores y el hecho de que la ganancia (14 unidades) está disminuyendo y no es neutral en carbono.
En este sentido, la geografía es el factor decisivo. En regiones tropicales con abundantes recursos hídricos y terrestres, como Brasil y Colombia, ya no se cuestiona la viabilidad de la producción de etanol a partir de la caña de azúcar; de hecho, la quema de residuos de caña de azúcar (bagazo) genera mucha más energía de la necesaria para operar las plantas de etanol, y muchas de ellas ahora están vendiendo energía eléctrica a los servicios públicos. Sin embargo, aunque puede haber un retorno neto positivo de energía en este momento, una investigación reciente sugiere que las plantaciones de caña de azúcar no son sostenibles a largo plazo, ya que están agotando el suelo de nutrientes y materia de carbono. Por otro lado, la productividad de la caña de azúcar por área terrestre en Brasil ha crecido constantemente durante décadas; se ha demostrado que la caña de azúcar es menos agotadora para el suelo que el ganado y los cultivos anuales; y hay muchas regiones en el país donde la caña de azúcar se ha cultivado durante siglos. Esos hechos sugieren que los procesos relacionados con el agotamiento del suelo son muy lentos y, por lo tanto, el etanol de la caña de azúcar puede ser mucho más sostenible a largo plazo que las alternativas comunes de combustibles fósiles. Además, dado que el excedente de energía es alto en el caso del etanol de la caña de azúcar, es posible que parte de esa energía se pueda usar para sintetizar fertilizantes y reponer el agotamiento del suelo por un largo tiempo, por lo tanto, el proceso es indefinidamente sostenible.
El panorama es diferente para otras regiones, como la mayoría de los Estados Unidos, donde el clima es demasiado frío para la caña de azúcar. En los EE. UU., El etanol agrícola se obtiene generalmente del grano, principalmente el maíz. Pero también se puede obtener a partir de celulosa, un bioetanol más equilibrado en energía.

## Producción limpia de bioetanol
El bioetanol de producción limpia es un biocombustible obtenido al maximizar los recursos que no emiten gases de efecto invernadero (renovables): 
- La energía consumida directamente para hacer el etanol es energía renovable. El equipo agrícola y la planta de etanol utilizan un motor de etanol, biodiésel, motor de aire o electricidad cogenerados durante la producción de etanol, o incluso energía eólica y energía solar.
- La energía indirectamente consumida es, en la medida de lo posible, renovable. Algunos ejemplos serían reducir la cantidad o el contenido de carbono fósil de los productos químicos y fertilizantes de control de plagas aplicados, o realizar entregas de insumos agrícolas o de bioetanol terminado al mercado que minimice el uso de combustibles fósiles. La producción de biomasa y etanol de ubicación óptima debe equilibrar muchos factores: minimizar las distancias hacia y desde los mercados, recolectar y emplear desechos de biomasa de manera efectiva, maximizar los rendimientos de los cultivos en función de la calidad del suelo perdurable, el control natural de plagas disponibles y el sol y el agua adecuados, y optimizar una mezcla y rotación de especies de plantas en tierras cultivadas, en barbecho y preservadas para consumo humano, animal y energético.

El uso de etanol devuelve el carbono a la atmósfera, mientras que la quema de gasolina agrega carbono a la atmósfera. Así, los efectos de la quema de gasolina aumentan con el tiempo.